# Strejești
Strejești – wieś w Rumunii, w okręgu Aluta, w gminie Strejești. W 2011 roku liczyła 824 mieszkańców. 